# Luis Beltran
Luis Beltran (Manilla, 7 april 1936 - aldaar, 6 september 1994) was een Filipijns journalist en columnist.

## Carrière
Beltran was een journalist die erom bekendstond geen blad voor de mond te nemen in zijn beschouwingen van het Filipijnse nieuws op de nationale radio en tv en in zijn columns in diverse Filipijnse kranten. Op televisie presenteerde hij het nieuwsprogramma "Straight from the Shoulder" totdat president Ferdinand Marcos in 1972 de staat van beleg uitriep en hij samen met vele collega-journalisten werd gearresteerd en gevangengezet in Camp Crame. Drie maanden na zijn arrestatie kwam hij weer vrij. Na de val van Marcos in 1986 werd Beltran hoofdredacteur van de nieuw opgerichte krant Philippine Daily Inquirer. Ook werd de televisieshow "Straight from the Shoulder" nieuw leven ingeblazen op GMA 7. Nadien werkte hij voor diverse kranten, als laatste als columnist voor de Philippine Star. Het was in deze periode dat hij een zeer controversiële column schreef over de rol van president Corazon Aquino ten tijde van militaire couppoging onder leiding van Gregorio Honasan in 1987. Volgens hem zou ze zich onder haar bed verstopt hebben toen het paleis werd aangevallen. Aquino startte daarop een rechtszaak wegens smaad tegen Beltran en de hoofdredacteur van de Star, Max Soliven.  Toen Aquino aantoonde dat het voor haar fysiek onmogelijk was zich onder het bed te verstoppen, verklaarde hij een en ander niet letterlijk bedoeld te hebben en slechts haar gebrek aan leiderschap aan de kaak te hebben willen stellen. Op 22 oktober 1992 veroordeelde de rechtbank Beltran en zijn hoofdredacteur tot 2 jaar gevangenisstraf en 2 miljoen peso schadevergoeding. Daarop werd beroep aangetekend bij het Hof van beroep. De zaak werd uiteindelijk geseponeerd toen Beltran in 1994 op 58-jarige leeftijd overleed aan de gevolgen van een hartaanval.